# Cartoonito (Corea del Sud)
Cartoonito (precedentemente Boomerang) è un canale televisivo edito da Warner Bros. Discovery International visibile 24 ore su 24 via cavo. 
È nato il 14 novembre 2015 grazie al rebranding che il marchio multinazionale Boomerang ha subito. Il 1º luglio 2024 il canale è diventato Cartoonito, grazie al rilancio del marchio multinazionale iniziato nel 2021; trasmette programmi rivolti ai bambini di età compresa tra 2 e 6 anni.

## Storia

### L'inizio come Boomerang
Il canale è stato lanciato col nome di Boomerang il 14 novembre 2015.

### Il rilancio come Cartoonito
Il 1º luglio 2024, Warner Bros. Discovery ha annunciato che quello stesso giorno Cartoonito sarebbe diventato un canale vero e proprio dopo essere stato per più di 2 anni un blocco.

## Blocco

Logo del blocco

Come parte del rilancio di Cartoonito del 2021, il marchio è arrivato in Corea del Sud come blocco su Boomerang dal 28 marzo 2022 fino al 1º luglio 2024, data in cui il blocco inglobò tutta la programmazione del canale.

## Loghi

2015 - 2024
Dal 2024